# پاناسونیک الکترونیک ورکس
پاناسونیک الکترونیک ورکس (انگلیسی: Panasonic Electric Works) شرکت تجهیزات الکترونیکی صنعتی است، که در سال ۱۹۱۸ توسط ماتسوشیتا کونوسوکه تأسیس شد و هم‌اکنون زیرمجموعه‌ای از شرکت پاناسونیک می‌باشد.
پاناسونیک الکترونیک ورکس یک شرکت ژاپنی متخصص در تولید دستگاه‌های صنعتی است. ریشه‌های این شرکت به شرکتی برمی‌گردد که در سال ۱۹۱۸ توسط کونوسوکه ماتسوشیتا تأسیس شد. ماتسوشیتا شروع به ساخت قطعات چراغ قوه برای دوچرخه‌ها کرد و سپس به ساخت وسایل روشنایی روی آورد.
در طول جنگ جهانی دوم، این شرکت همه چیز را از پروانه هواپیما گرفته تا پریز برق تولید می‌کرد. در پایان جنگ جهانی دوم، ایالات متحده آمریکا این شرکت را مجبور کرد تا به دو شرکت جداگانه، ماتسوشیتا الکترونیک ورکس و ماتسوشیتا الکتریک (که به پاناسونیک تبدیل شد) تقسیم شود.
ماتسوشیتا الکترونیک ورکس در زمینه کنترل‌های اتوماسیون، مواد الکترونیکی، محصولات روشنایی، تجهیزات اطلاعاتی و محصولات سیم‌کشی، محصولات ساختمانی و لوازم خانگی فعالیت می‌کند. در سال ۲۰۰۴، ماتسوشیتا الکترونیک ورکس تلاش برای ایجاد روابط تجاری مشترک با شرکت برادر خود، ماتسوشیتا الکتریک، را آغاز کرد.
در سال ۲۰۰۵، این شرکت از آرومات به پاناسونیک الکتریک ورکس تغییر نام داد. در ۲۹ ژوئیه ۲۰۱۰، پاناسونیک برای خرید سهام باقیمانده پاناسونیک الکتریک ورکس و سانیو به مبلغ ۹.۴ میلیارد دلار به توافق رسید.